# 마안도 (평안북도)
마안도(馬鞍島)는 1958년까지 한국에서 가장 서쪽에 있었던 섬이다. 1958년 6월 신도지구개간사업으로 인해 비단섬(평안북도 신도군)에 합쳐졌다. 코끼리 바위는 옛 마안도 지역에 있다.

## 같이 보기
- 신도군
- 비단섬